# ماه تاریخچه زنان

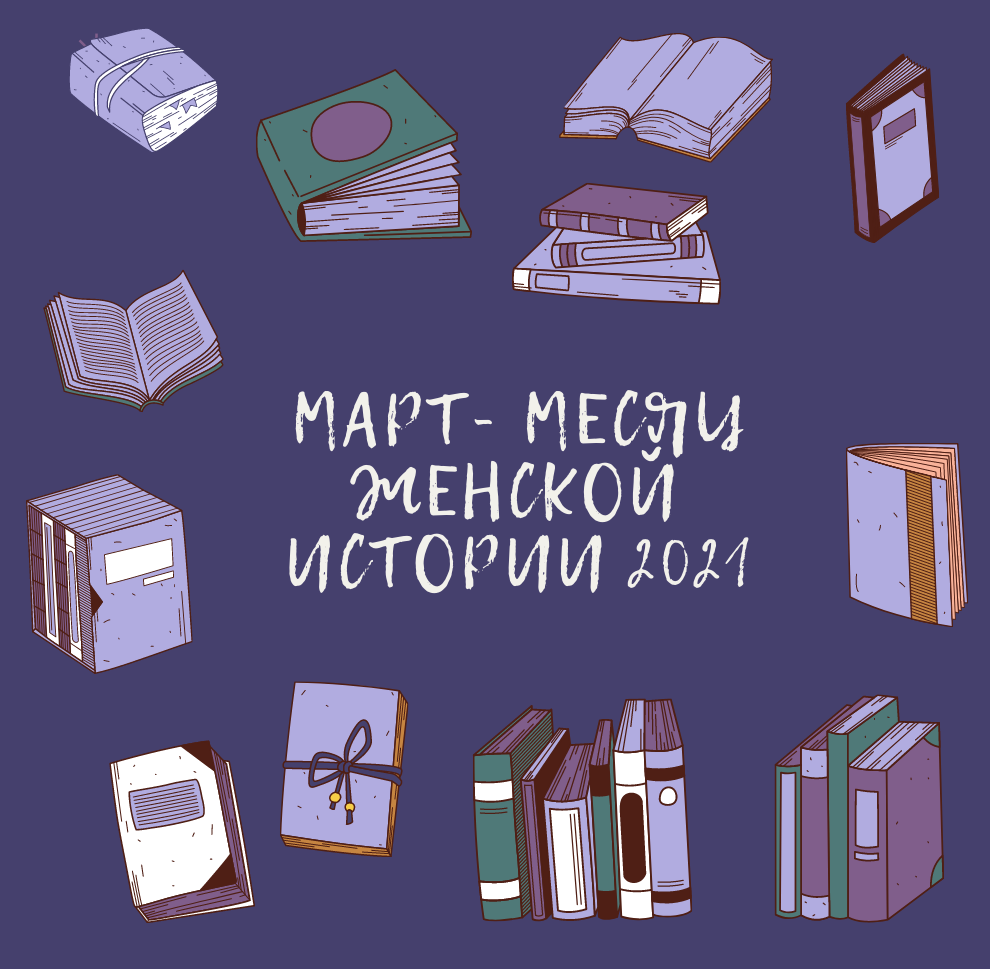
ماه تاریخچه زنان

ماه تاریخچه زنان (انگلیسی: Women's History Month) یک ماه اعلام شده سالانه است با تأکید بر مشارکت و نقش زنان در وقایع تاریخ و جامعه معاصر. این بزرگداشت در ماه مارس در ایالات متحده، انگلستان و استرالیا برگزار می‌شود، مطابق با روز جهانی زنان در ۸ مارس، و در ماه اکتبر در کانادا، مطابق با جشن روز افراد در ۱۸ اکتبر.